# 沖正一郎
沖 正一郎（おき しょういちろう、1926年（大正15年）10月22日 - 2016年（平成28年）2月20日）は、日本の実業家、鼻煙壷収集家。ファミリーマート初代社長、良品計画会長、日本フランチャイズチェーン協会会長等も歴任した。東京生まれ。

## 人物
馬込小学校、旧制東京中学校を経て、1951年旧制東京商科大学（のちの一橋大学）を卒業後、伊藤忠商事に入社。大学時代は水泳部に所属。香港駐在、西友ストアー常務等を務めた。
1981年ファミリーマート社長に就任。発注の翌日納品、東海地方でのフランチャイズチェーン展開、プライベートブランド商品の導入、台湾進出などを行った。
1987年日本フランチャイズチェーン協会副会長、1991年同会長に就任。1999年勲三等瑞宝章受章。
2016年2月20日、肺がんのため死去。89歳没

## 趣味
30代から陶磁器鑑賞に凝るようになった。2008年には大阪市立東洋陶磁美術館に、コレクションの鼻煙壷1200点が寄贈され、それを記念して「中国工芸の精華 沖正一郎コレクション―鼻煙壺 1000展」が開催された。

## 略歴
- 1926年 - 東京生まれ
- 1951年 - 旧制東京商科大学（のちの一橋大学）本科卒業、伊藤忠商事入社
- 1963年 - マイマート取締役
- 1968年 - 伊藤忠商事国内事業務部長代理
- 1971年 - 伊藤忠商事レクレーション産業開発室長兼不動産企画室長
- 1974年 - 西友ストアー常務取締役
- 1981年 - ファミリーマート代表取締役社長（初代）
- 1982年 - ファミリーマートTVCMに夫婦で出演
- 1991年 - 日本フランチャイズチェーン協会会長
- 1993年 - 良品計画代表取締役会長、ファミリーマート取締役相談役
- 1997年 - 良品計画代表取締役会長退任
- 1999年 - ファミリーマート取締役退任、同社相談役
- 2016年 - 肺がんのため死去。89歳

## 著書
- 『商いは倦きない 初代ファミリーマート社長沖正一郎の流儀』2011年7月1日、里文出版。ISBN 9784898063750。